# Satsuki (tàu khu trục Nhật) (1925)
Satsuki (tiếng Nhật: 皐月) là một tàu khu trục hạng nhất thuộc lớp Mutsuki của Hải quân Đế quốc Nhật Bản, bao gồm mười hai chiếc được chế tạo sau Chiến tranh Thế giới thứ nhất. Được xem là tiên tiến vào lúc đó, những con tàu này đã phục vụ như những tàu khu trục hàng đầu của Nhật trong những năm 1930, nhưng được xem là đã lạc hậu vào lúc Chiến tranh Thái Bình Dương nổ ra; dù sao lớp Mutsuki vẫn được giữ lại ở tuyến đầu nhờ tầm xa hoạt động và kiểu ngư lôi mạnh mẽ mà chúng được trang bị. Satsuki đã tham gia nhiều hoạt động khác nhau cho đến khi bị máy bay Hải quân Mỹ đánh chìm trong vịnh Manila vào tháng 9 năm 1944.

## Thiết kế và chế tạo
Việc chế tạo lớp tàu khu trục Mutsuki được chấp thuận như một phần của chương trình phát triển Hải quân Đế quốc Nhật Bản sau khi Hiệp ước Hải quân Washington có hiệu lực, và chúng được đặt hàng trong năm tài chính 1923. Lớp tàu này là một phiên bản nối tiếp và cải biến dựa trên các lớp tàu khu trục lớp Minekaze và Kamikaze trước đó, vốn chia sẻ nhiều đặc tính thiết kế chung. Satsuki được đặt lườn tại Xưởng đóng tàu Fujinagata ở Osaka vào ngày 1 tháng 12 năm 1924, được hạ thủy vào ngày 25 tháng 3 năm 1925 và được đưa ra hoạt động vào ngày 15 tháng 11 năm 1925. Thoạt tiên chỉ được gọi đơn giản là "Tàu khu trục số 27" (第二十七号駆逐艦, Dai-27-Gō Kuchikukan), nó được đổi tên thành Satsuki vào ngày 1 tháng 8 năm 1928.

## Lịch sử hoạt động
Vào lúc xảy ra cuộc tấn công Trân Châu Cảng, Satsuki nằm trong thành phần Hải đội Khu trục 22 5 thuộc Phân hạm đội Khu trục 5 của Hạm đội 3 Hải quân Đế quốc Nhật Bản, và được bố trí từ Quân khu Bảo vệ Mako tại quần đảo Pescadores trong thành phần của lực lượng Nhật Bản tham gia trận Philippines, trong đó nó giúp hỗ trợ cho cuộc đổ bộ của lực lượng Nhật Bản lên vịnh Lingayen và tại Aparri.
Vào đầu năm 1942, Satsuki được phân công hộ tống các đoàn tàu vận tải đi đến Malaya và Đông Dương cũng như đến Java vào tháng 2. Từ ngày 10 tháng 3 năm 1942, Satsuki được bố trí về Hạm đội Khu vực Đông Nam hộ tống các đoàn tàu vận tải từ Singapore đến khu vực chung quanh Đông Ấn thuộc Hà Lan. Nó quay trở về Xưởng hải quân Sasebo để sửa chữa vào ngày 9 tháng 6, rồi lại gia nhập hạm đội vào ngày 24 tháng 6. Sau khi hộ tống chiếc tàu chở thủy phi cơ Kamikawa Maru từ Sasebo đi ngang qua Truk và Rabaul đến đảo Shortland vào tháng 1 năm 1943, nó ở lại khu vực quần đảo Solomon trong suốt tháng 2 hỗ trợ cho việc triệt thoái lực lượng khỏi Guadalcanal, và để hộ tống các đoàn tàu vận tải từ Palau đến Wewak và Kolombangara. Satsuki được phân về Hạm đội 8 Hải quân Đế quốc Nhật Bản vào ngày 25 tháng 2 năm 1943.
Nó tham gia nhiều chuyến đi vận chuyển binh lính "Tốc hành Tokyo" trong khắp khu vực quần đảo Solomon cho đến cuối tháng 5, bị hư hại do mắc cạn vào một dãi san hô ngầm ở phía Đông Nam Bougainville vào ngày 24 tháng 5, và bị buộc phải quay về Rabaul để sửa chữa. Trong tháng 6 và tháng 7, Satsuki tiếp nối các chuyến đi vận chuyển "Tốc hành Tokyo" đến Tuluvu và Kolombangara, đã tham gia trận chiến vịnh Kula ngày 5-6 tháng 7 và trận Kolombangara ngày 12 tháng 7 mà không bị hư hại. Tuy nhiên Satsuki bị hư hại vào ngày 17 tháng 7 trong một cuộc tấn công của máy bay ném bom Đồng Minh tại Shortland, buộc nó phải quay về Xưởng hải quân Kure ngang qua Rabaul, Truk, và Yokosuka để sửa chữa. Vào ngày 5 tháng 9, Satsuki khởi hành từ Kure quay trở lại Rabaul, tiếp tục các hoạt động "Tốc hành Tokyo" đến Kolombangara, Gasmata và Buka. Quay về Nhật Bản một thời gian ngắn trong tháng 11, Satsuki trở lại Rabaul vào đầu tháng 12 thực hiện các chuyến đi vận chuyển cho đến hết năm.
Ngày 4 tháng 1 năm 1944, Satsuki bị bắn phá trong một cuộc không kích tại Kavieng thuộc New Ireland, gây ra nhiều thương vong, trong số đó có thuyền trưởng, Thiếu tá Hải quân Tadao Iino, bị tử thương hai ngày sau đó. Trong chuyến đi quay về chính quốc Nhật Bản để sửa chữa, Satsuki chuyển hướng đến Saipan để hỗ trợ cho chiếc tàu sân bay Unyō bị đánh trúng ngư lôi. Sau khi hoàn tất việc sửa chữa tại Xưởng hải quân Sasebo vào ngày 15 tháng 3. Satsuki hộ tống nhiều đoàn tàu vận tải chuyển binh lính từ Tateyama, Chiba ngang qua Hahajima quần đảo Ogasawara đến Palau, trước khi được phân về Hạm đội Khu vực Trung tâm Thái Bình Dương. Nó tiếp tục hộ tống các đoàn tàu vận tải chuyển binh lính từ Tateyama đến Saipan và Guam cho đến cuối tháng 5. Trong tháng 7, Satsuki hộ tống các tàu vận tải từ Kure đi qua Manila đến Lingga, rồi tuần tra chung quanh khu vực Singapore. Ngày 20 tháng 8, Satsuki được điều về Hạm đội Liên hợp.
Ngày 21 tháng 9, sau khi hộ tống một đoàn tàu vận tải từ Singapore đi ngang qua Miri và Brunei để đến Manila, Satsuki bị máy bay của Lực lượng Đặc nhiệm 38 Hải quân Mỹ tấn công trong vịnh Manila. Satsuki bị ba quả bom đánh trúng trực tiếp, làm nó chìm ở tọa độ 14°35′B 120°45′Đ / 14,583°B 120,75°Đ, làm thiệt mạng 52 người và làm bị thương 15 người khác.
Satsuki được rút khỏi danh sách Đăng bạ Hải quân vào ngày 10 tháng 11 năm 1944.

## Danh sách thuyền trưởng
- Trung tá Tetsu Sano (sĩ quan trang bị trưởng): 1 tháng 4 năm 1925 - 15 tháng 11 năm 1925
- Trung tá Tetsu Sano: 15 tháng 11 năm 1925 - 15 tháng 11 năm 1927
- Trung tá Yuzo Ishido: 15 tháng 11 năm 1927 - 7 tháng 5 năm 1928
- Trung tá Kenzaburo Hara: 7 tháng 5 năm 1928 - 10 tháng 12 năm 1928
- Lực lượng dự bị: 10 tháng 12 năm 1928 - 1 tháng 11 năm 1929
- Thiếu tá Momozo Furuki: 1 tháng 11 năm 1929 - 2 tháng 11 năm 1931
- Thiếu tá Hiroshi Matsubara: 2 tháng 11 năm 1931 - 1 tháng 2 năm 1934
- Thiếu tá Yuji Tachibana: 1 tháng 2 năm 1934 - 15 tháng 11 năm 1934
- Thiếu tá Kanetomo Nomaguchi: 15 tháng 11 năm 1934 - 13 tháng 1 năm 1938
- Thiếu tá Wakihito Yamakuma: 13 tháng 1 năm 1938 - 15 tháng 11 năm 1938
- Thiếu tá Tatsuji Matsuzaki: 15 tháng 11 năm 1938 - 10 tháng 9 năm 1941
- Thiếu tá Shunsaku Ikeda: 10 tháng 9 năm 1941 - 10 tháng 6 năm 1942
- Thiếu tá Yoshiro Sugihara: 10 tháng 6 năm 1942 - 20 tháng 5 năm 1943
- Đại úy Saburo Kojima: 20 tháng 5 năm 1943 - 26 tháng 5 năm 1943
- Thiếu tá Shiro Koizumi: 26 tháng 5 năm 1943 - 1 tháng 9 năm 1943
- Thiếu tá Tadao Iino: 1 tháng 9 năm 1943 - 6 tháng 1 năm 1944; tử thương do không kích ngày 4 tháng 1 năm 1944; được truy thăng Trung tá
- Không có chỉ huy: 6 tháng 1 năm 1944 - 8 tháng 1 năm 1944
- Thiếu tá Tadayoshi Sugiyama: 8 tháng 1 năm 1944 - 21 tháng 9 năm 1944